# Papagaio-diadema
Amazona autumnalis, conhecido popularmente como papagaio-de-loros-vermelhos  ou papagaio-diadema, é uma espécie de papagaio  pertencente à família Psittacidae, nativo das regiões tropicais das Américas, indo do leste do México até o sul do Equador, tendo também uma  população isolada no centro do Brasil. 

## Caracterização
O papagaio-diadema mede entre 32 e 35 cm de comprimento e pesa entre 310 e 480 gramas. A cor básica da plumagem é o verde, com a fronte vermelha. A coroa é azul, chegando está cor em maior ou menor intensidade até a nuca. A face abaixo dos olhos e as bochechas são de cor amarela, dependendo, no indivíduo, a quantidade desta cor nessa parte. A mandíbula inferior e superior têm coloração branca, com regiões mais ou menos cinza, dependendo do indivíduo. A íris é alaranjada.

## Distribuição
Habita as florestas tropicais, matas de galeria e vegetação secundária. Observado desde o nível do mar até 1100 metros de altitude. Sua distribuição estende-se desde o México até a Venezuela e o sul do Equador, havendo uma população disjunta no Brasil central.

## Reprodução
A ninhada normalmente é composta de 3 a 4 ovos brancos. A incubação dura entre 25 e 26 dias. Após 70 dias depois de nascidos, os filhotes deixam o ninho.

## Taxonomia
O papagaio-diadema foi incluído na nomenclatura científica atual por Linnaeus na décima edição de seu Systema Naturae, em 1758. Existem quatro subespécies:
- Amazona autumnalis autumnalis (Linnaeus, 1758). Costa do Caribe do leste do México ao norte da Nicarágua.
- Amazona autumnalis salvini (Salvadori, 1891). Norte da Nicarágua até Colômbia e Venezuela.
- Amazona autumnalis lilacina Lesson, 1844. Oeste do Equador.
- Amazona diadema (Spix, 1824). Baixo Rio Negro, Brasil central (atualmente elevado a espécie própria - Amazona diadema[4]